# Amantekha
Amantekha là một vị vua ít được biết đến của Nubia. Ông nhiều khả năng đã cai trị vào thế kỷ thứ 3 TCN. Cho đến nay Amantekha chỉ được biết đến nhờ vào kim tự tháp của ông ở Meroe (Beg. N.4) và là vị vua đầu tiên được chôn cất tại khu nghĩa trang phía Bắc ở Meroe. Ngôi mộ và trang trí bên trong nhà nguyện của nó không còn được lưu giữ nguyên vẹn. Tên của vị vua này còn xuất hiện trên những khối đá đến từ bức tường phía nam của nhà nguyện kim tự tháp. Tên ngai Menibre chỉ được bảo tồn phần nào, vì vậy các cách đọc khác cũng đều có thể xảy ra.